# Reidar Jönsson

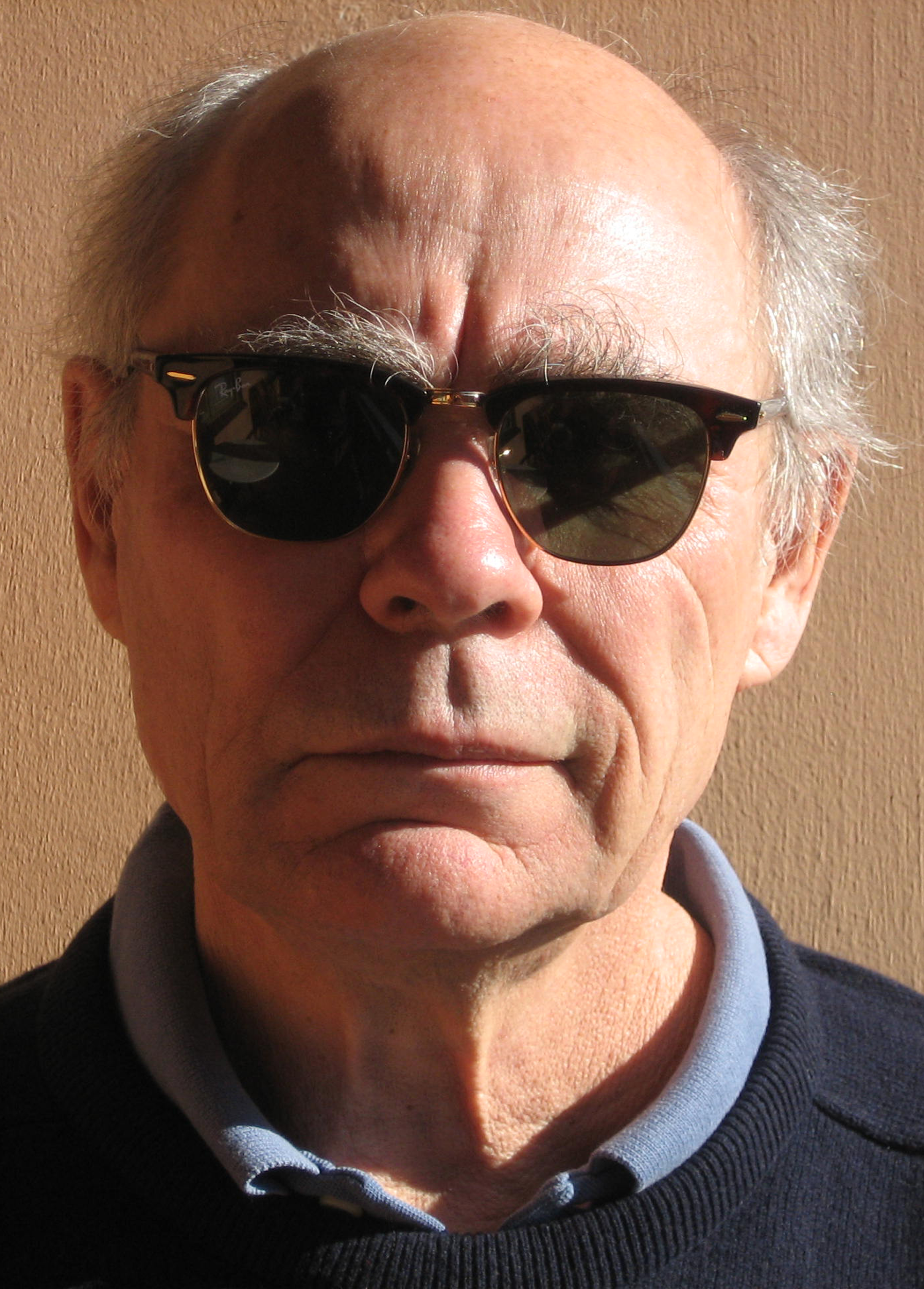
Reidar Jönsson, 2010

Reidar Håkan Vallis Jönsson (* 14. Juni 1944 in Malmö) ist ein schwedischer Buchautor und Drehbuchautor.

## Leben
Jönsson tritt seit Ende der 1960er Jahre als Autor in Erscheinung. Seit Ende der 1970er Jahre ist er als Drehbuchautor und gelegentlich als Regisseur tätig.
Sein auf Deutsch 1987 erschienener autobiographisch gefärbter Roman Mein Leben als Hund diente als Vorlage für den Film Mein Leben als Hund (1985). Er war auch an dessen Drehbuchentwicklung beteiligt und wurde bei der Oscarverleihung 1988 gemeinsam mit Lasse Hallström, Brasse Brännström und Per Berglund für den Oscar in der Kategorie Bestes adaptiertes Drehbuch  nominiert. Ebenfalls 1988 wurden sie mit dem Premio Sergio Amidei ausgezeichnet.